# Hydrillodes grisea
Hydrillodes grisea är en fjärilsart som beskrevs av George Thomas Bethune-Baker 1908. Hydrillodes grisea ingår i släktet Hydrillodes och familjen nattflyn. Inga underarter finns listade i Catalogue of Life.